# Rudolf Schmid (Architekt)
Rudolf Schmid (* 1. Oktober 1868 in Freiburg im Breisgau; † 21. März 1947 ebenda) war ein deutscher Architekt.

## Leben und Werk

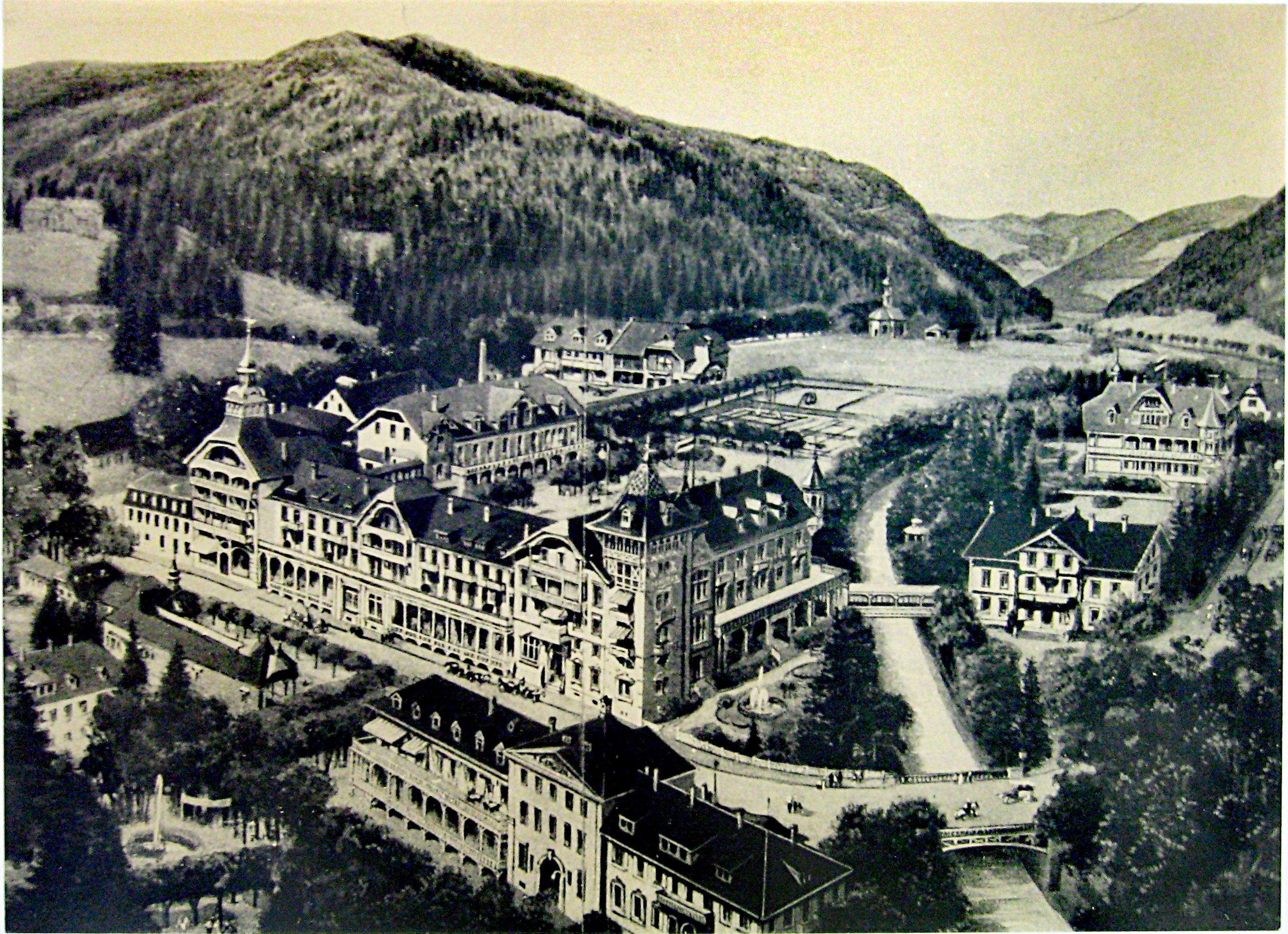
Kurhaus in St. Blasien (1884)

Schmid studierte an der Technischen Hochschule Karlsruhe. Während seines Studiums wurde er 1890 Mitglied der Burschenschaft Germania Karlsruhe.
Ungefähr drei Dutzend Werke Schmids unterschiedlicher Art sind bekannt, zum Beispiel das Maschinenhaus, der Wasserturm sowie das Firmenlogo des Unternehmens Gütermann in Gutach im Breisgau, die Halle des Hotels und des Kurhauses in St. Blasien sowie mehrere Kaufhäuser und Geschäftshäuser in Lörrach und Freiburg.
Schmid baute ebenfalls viele Wohnhäuser, vor allem Villen, in Freiburg mit seinem Bruder und Bauunternehmer Emil Schmid, z. B. die des Professors Jonas Cohn. Die Stadt Freiburg beauftragte ihn mit der Umgestaltung des Theaters im ehemaligen Augustinerkloster zum heutigen Augustinermuseum, für die er Fassadenentwürfe und Raumplanungen vorlegte. Allerdings verhinderte der Erste Weltkrieg die Bauausführung. Trotz des Krieges wurde jedoch sein Entwurf für die Kunsthalle des Kunstvereins Freiburg am Friedrichring realisiert.
Zum 1. Mai 1937 trat er der NSDAP bei.
Schmids traditionelle Architektur hat eine dominierende Bedeutung in Freiburg und beeinflusste dort tätige Architekten wie Karl Gruber, Carl Anton Meckel und Joseph Schlippe.